# Ophiopogon revolutus
Ophiopogon revolutus är en sparrisväxtart som beskrevs av Fa Tsuan Wang och Lun Kai Dai. Ophiopogon revolutus ingår i släktet Ophiopogon och familjen sparrisväxter. Inga underarter finns listade i Catalogue of Life.